# Emma Samms

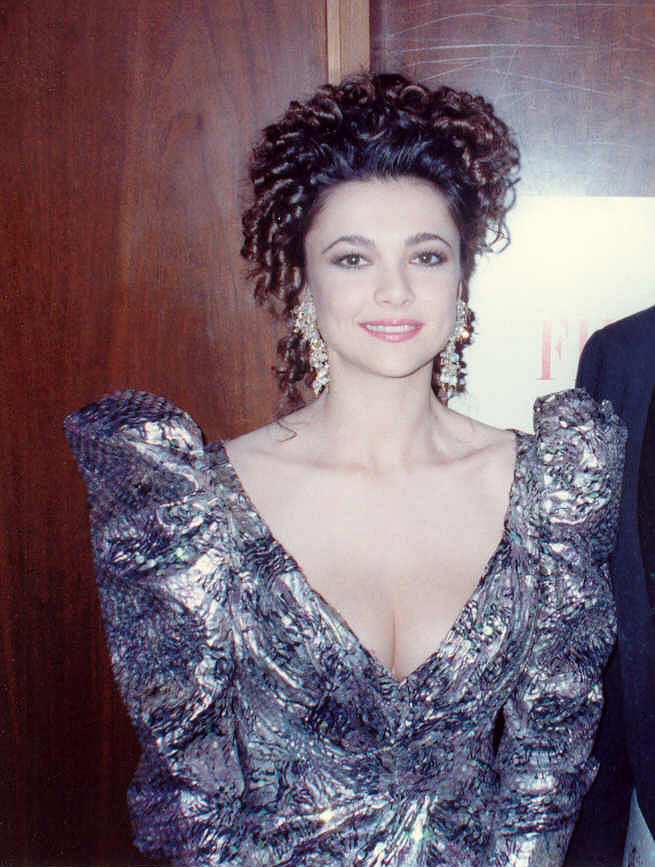
Emma Samms (1990)

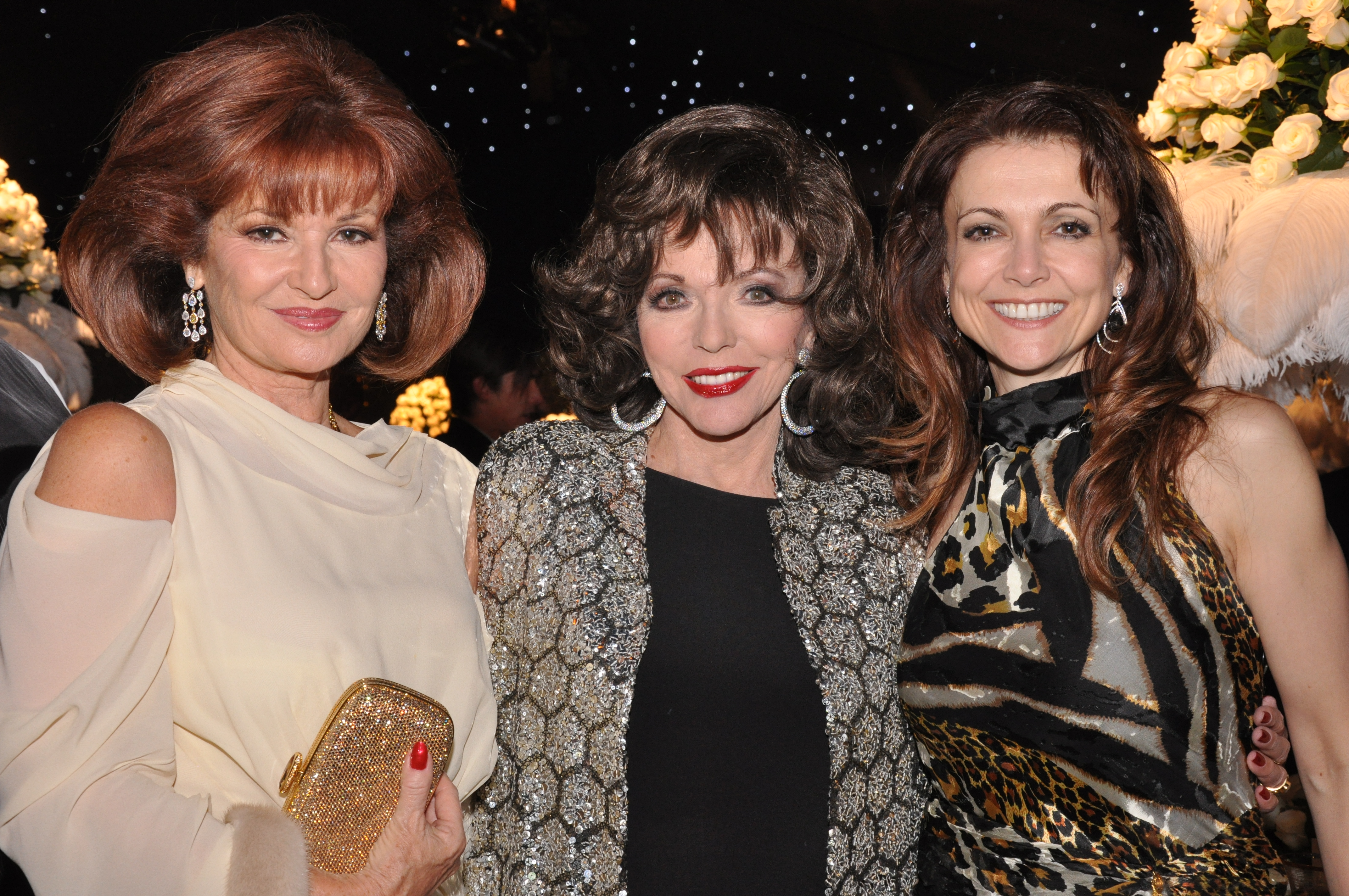
Emma Samms mit Stephanie Beacham (l.) und Joan Collins (M.) 2009

Emma Samuelson, genannt Emma Samms, (* 28. August 1960 in London, England) ist eine britische Schauspielerin und Drehbuchautorin.

## Leben

### Privates
Bereits mit 17 Jahren verließ sie London, um in den USA als Schauspielerin zu arbeiten. Ihre erste Filmrolle hatte sie mit 17 Jahren in Im Banne des Kalifen.
Samms war bisher dreimal verheiratet (1991/1992 mit Bansi Nagji, 1994/1995 mit Tim Dillon). 1996 heiratete sie den Arzt John Holloway, mit ihm hat sie zwei Kinder. Die Ehe wurde 2003 geschieden.

### Karriere
1982 bekam sie in der Serie General Hospital ihre erste größere Rolle als Holly Scorpio.
Ihren Durchbruch hatte sie jedoch in der Serie Der Denver-Clan, wo sie – als Nachfolgerin der aus der Serie ausgestiegenen Pamela Sue Martin – die zweite „Fallon Carrington“ verkörperte. Später spielte sie dieselbe Rolle in der Ablegerserie Die Colbys und kehrte nach Ende der Serie zurück in die Mutterserie, bis diese 1989 ebenfalls eingestellt wurde.
Sie hatte noch einige Gastauftritte in Serien, wie beispielsweise Diagnose: Mord oder Mord ist ihr Hobby. 1991 spielte sie ein letztes Mal die Rolle der „Fallon Carrington“ in dem TV-Film Denver – Die Entscheidung. 2003 war sie vier Episoden lang in dem vom BBC produzierten Krankenhausdrama Holby City zu sehen.
Im Jahr 2006 wurde im Auftrag von CBS, im Filoli-Mansion (dem „Carrington“-Haus aus dem Vorspann der Serie Der Denver-Clan) die Dynasty Reunion Show: Catfights & Caviar gedreht, zu der sich viele der damaligen Darsteller zum 25-jährigen Jubiläum der Serie trafen, um in Erinnerungen zu schwelgen. In Einspielfilmen wurden Ausschnitte und Szenen der Serie gezeigt und unter anderem Kommentare von Emma Samms eingeblendet.

## Filmografie (Auswahl)
- 1979: Im Banne des Kalifen (Arabian Adventure)
- 1981: Goliath – Sensation nach 40 Jahren (Goliath Awaits)
- 1985–1989: Der Denver-Clan (Dynasty, Fernsehserie, 56 Folgen)
- 1986: Tödliche Parties (Murder in Three Acts)
- 1989: Gefährdete Liebe (The Lady and the Highwayman)
- 1989: Zeitsprung in die Tafelrunde (A Connecticut Yankee in King Arthur’s Court)
- 1990: Känguruh Carlos (Shrimp on the Barbie)
- 1991: Jack allein im Serienwahn (Delirious)
- 1991: Denver – Die Entscheidung (Dynasty: The Reunion, Fernsehfilm)
- 1996: Das Grauen aus der Tiefe (Humanoids from the Deep)
- 1996: Geschichten aus der Gruft (Tales from the Crypt)
- 1998: Sein Bodyguard (His Bodyguard) (Drehbuch)
- 2005: The Marksman – Zielgenau (The Marksman)
- 2005: Supernova – Wenn die Sonne explodiert (Supernova)
- 2005: Doctors (Fernsehserie, 24 Folgen)
- 2015: General Hospital (Fernsehserie, 44 Folgen)